# 艾奥瓦州
愛荷華州是美國中西部的一個州。東北部接壤威斯康星州，東部和東南部接壤伊利諾州，南部接壤密蘇里州，西部接壤內布拉斯加州，南達科他州在其西北部，明尼蘇達州在其北部。
在18世紀和19世紀初，愛荷華州是法屬路易斯安那和西屬路易斯安那的一部分；後于1846年加入美国。根據2020年的人口普查，愛荷華州的總面積排名第26，人口在美國50個州中排名第31，為3,190,369人。該州的首府德梅因同时是本州人口最多的城市。內布拉斯加州的奧馬哈都會區的一部分延伸到了愛荷華州西南部的三個縣。愛荷華州被列為美國最安全的州之一。
愛荷華州为美国重要农业基地，2008年生產了美國全國19%的玉米、17%的大豆、30%的豬肉和14%的雞蛋。20世纪中后期，愛荷華州由農業經濟為主過渡到多元化經濟，如高級製造業、金融保險、生物技術和綠色能源產品等。

## 歷史

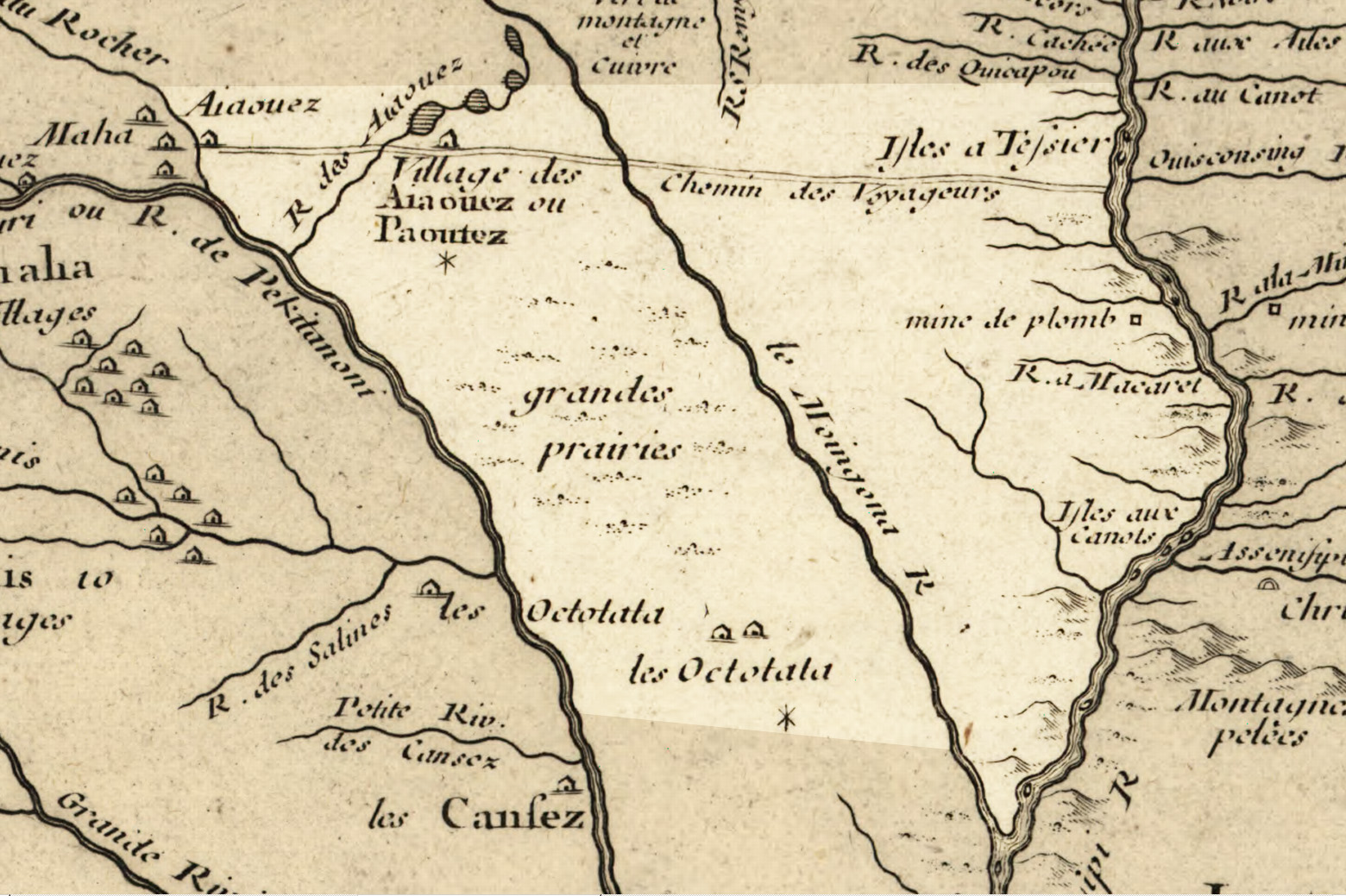
1718年繪製的愛荷華州地圖

愛荷華名稱源自印第安部落「Ioway」。當美洲印第安人在13,000多年前首次抵達現在的愛荷華州時，他們是生活在更新世冰川邊緣的獵人和採集者。美洲印第安人適應了當地的環境和生態系統，到歐洲探險家和貿易商訪問愛荷華州時，美洲印第安人主要是擁有復雜經濟、社會和政治體系的定居農民。3000多年前，愛荷華州的美洲印第安人開始利用馴化植物。隨後的林地時期對農業和社會復雜性的依賴增加，土墩、陶瓷和專業生活的使用增加。大約從公元900年開始，玉米使用量的增加和社會變革導致了社會繁榮和大型聚落的產生。
1673年，雅克·马凯特和路易·喬利埃沿密西西比河进行探险期间抵达艾奥瓦东部，这是欧洲人首次抵达该地。由于此地距离出海口和经济中心较远，早期殖民者大多数是法国和英国的皮毛贸易商，因此此地没有大型定居点，只有为数众多的商站。1763年之前，此地属于法国北美殖民地新法兰西的路易斯安那行政区，但也有英国人活动。1763年英法七年战争后，法国与西班牙签署了签署了1762年枫丹白露条约，艾奥瓦地区被割让给了西班牙。此后，该地的贸易大受打击。不过，由于不久后该地的法国裔和德国裔移民发动叛乱，艾奥瓦地区又重新回到法国的统治。
1803年，饱受战争打击的法兰西第一帝国因财政拮据不得不把路易斯安那出售给美国，史称“路易斯安那购地案”，艾奥瓦成为美国的路易斯安那领地的一部分。為了控制貿易並建立美國對密西西比河上游的統治地位，美國在此建造了麥迪遜堡，美國政府鼓勵移民在密西西比河東邊定居，並將印第安人遷往西邊。第一批美國定居者於1833年6月正式移居愛荷華州，主要是來自俄亥俄州、賓夕法尼亞州、紐約州、印第安納州、肯塔基州和維吉尼亞州的家庭，他們沿著密西西比河西岸定居，建立了現代城市的迪比克和貝爾維尤。1838年7月4日，美國國會設立艾奥瓦领地，當時有 22 個縣和 23,242 人口。这个领地包含的地区不仅仅是艾奥瓦州全境，还包括密苏里河以东和密西西比河干流以西之间的土地。1846年12月28日，爱荷华领地东南部建州为爱荷华州；其余部分则成为无建制领土。由于艾奥瓦州全境处于玉米带，加上密苏里妥协案的规定，建立的艾奥瓦州是自由州。
愛荷華州在內戰期間支持聯邦，該州沒有發生任何戰鬥，但愛荷華州向軍隊和東部城市運送了大量食物，在總人口675,000人中，約有116,000人服兵役。愛荷華州在內戰軍事服務中貢獻的人數比北方或南方的任何其他州都多，還向武裝部隊派遣了超過75,000名志願者，其中超過六分之一在南方投降之前被殺。內戰之後，愛荷華州的人口繼續急劇增長，從1860年的674,913人增加到1880年的1,624,615人。
1917年，美國加入了第一次世界大戰，愛荷華州的農民經歷了戰時經濟帶來的繁榮，在經濟結構上愛荷華州也發生了變化，商業和製造業逐漸增加。但從農業經濟向混合經濟的轉變進展緩慢。在大蕭條和第二次世界大戰加速了小農耕作向較大的農場的轉變，開始了城市化的趨勢。第二次世界大戰後的時期製造業快速增長。
1980年代的農業危機導致愛荷華州出現嚴重衰退，造成大蕭條以來未見的貧困，這場危機引發了長達十年的人口下降。在80年代觸底反彈後，愛荷華州的經濟開始減少對農業的依賴。到21世紀初，它的經濟特點是製造、生物技術、金融和保險服務以及政府服務的混合。自1900年人口普查以來，愛荷華州的人口增長速度比整個美國慢，儘管愛荷華州現在主要是城市人口。愛荷華州經濟發展局成立於 2011年，取代了愛荷華州經濟發展部。

## 地理

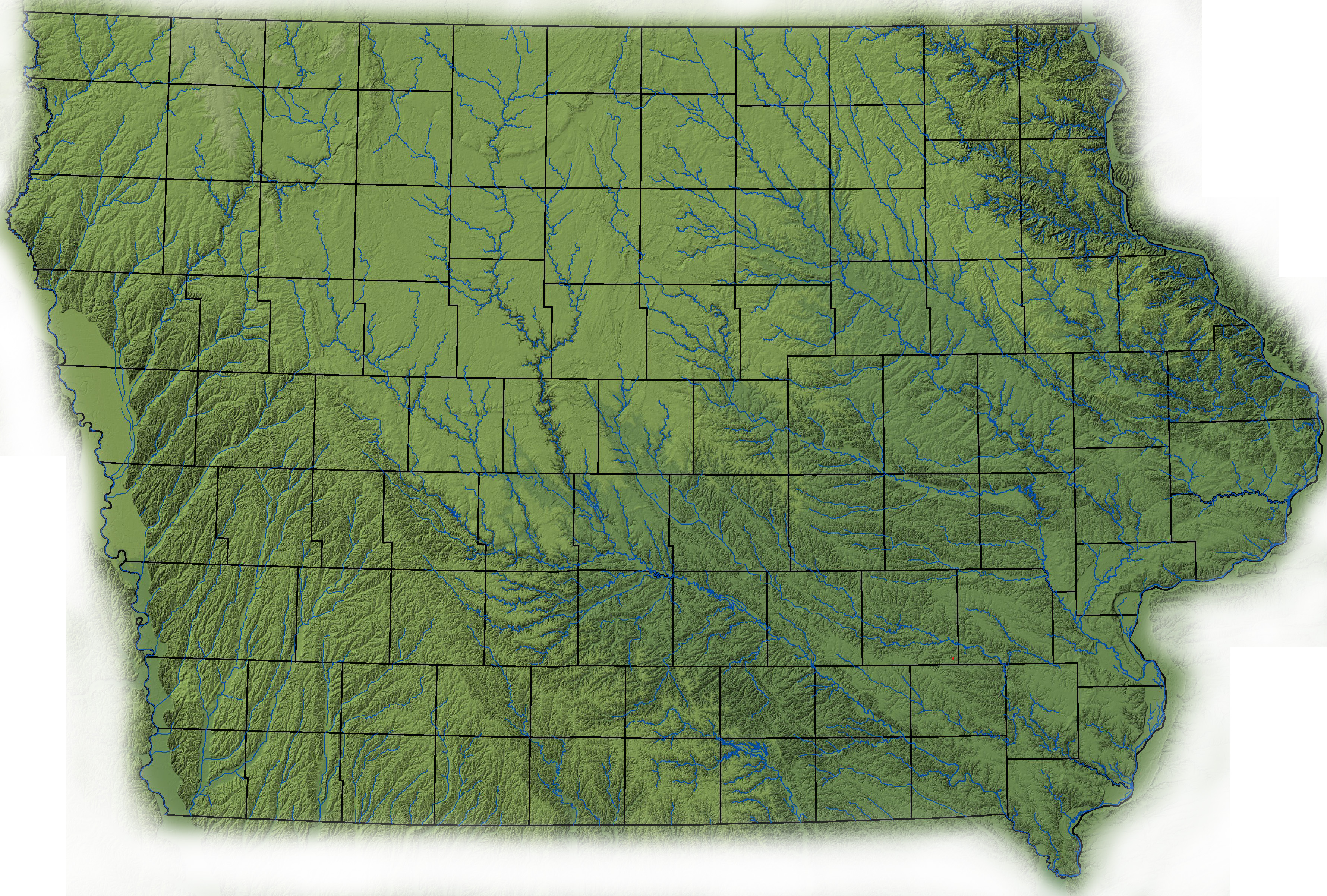
愛荷華州水系圖

愛荷華州東臨密西西比河，西接密蘇里河，是唯一一個東西邊界幾乎完全由河流構成的州。北部邊界是一條沿北緯43度30分的線。南部邊界是得梅因河和一條沿北緯約40度35分的不太直的線。愛荷華州的岩石地質歷史一般從東到西年齡遞減。在愛荷華州西北部，白堊紀基岩已有7400萬年的歷史；在愛荷華州東部寒武紀基岩可追溯到五億年前。連綿的黃土丘陵位於該州西部邊界，其中一些丘陵厚達數百英尺，沿密西西比河上游的愛荷華州東北部由陡峭的山丘和山谷組成.。在歐洲人定居之前，該州有400到600萬英畝的土地被濕地覆蓋，其中約95%的濕地已被排乾。
愛荷華州的自然植被是高地草原和熱帶稀樹草原，洪氾平原和受保護的河谷有茂密的森林和濕地，北部草原地區有坑洼濕地。愛荷華州的大部分地區用於農業；農田占全州的60%，草原占30%，森林占7%；城市和水域各占1%。愛荷華州南部被歸類為中央森林-草原過渡生態區，愛荷華州北部較乾燥的部分被歸類為中央大草原的一部分。愛荷華州缺乏自然區域；曾經覆蓋愛荷華州大部分地區的草原只有不到1%完好無損；該州濕地僅存約5%，大部分原始森林已消失。高密度牲畜設施數量的激增，導致了農村飲用與灌溉水源的污染不斷加劇。其它對愛荷華州環境產生負面影響的因素有、包括老式燃煤發電廠的廣泛使用而影響空氣品質、作物生產中的肥料和殺蟲劑對地下水的二次污染。

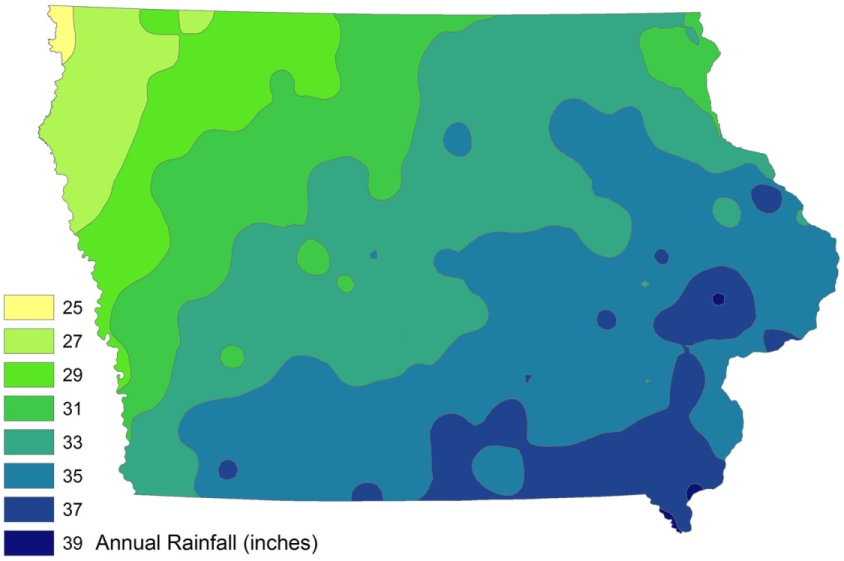
愛荷華州降水量

愛荷華州全州屬濕潤大陸性氣候，常有極端炎熱和寒冷。得梅因的年平均氣溫為10°C；對於北部的某些地方，例如梅森城，該數字約為7°C，而密西西比河上的Keokuk平均溫度為11°C。降雪很常見，得梅因一年有大約26天的降雪，而其他地方，例如雪蘭多，一年大約有11天的降雪。愛荷華州平均每年約有 50 天的雷暴活動。平均每年的龍捲風數是47。愛荷華州的夏季以炎熱和潮濕著稱，白天的溫度有時接近32°C，有時超過38°C。該州的平均冬季遠低於冰點，甚至低於-28°C。1934年7月20日，在全國範圍的熱浪期間，愛荷華州的歷史最高溫度為48°C。1912年1月12日，Washta記錄了歷史最低溫度-44°C。愛荷華州的降水梯度相對平穩，該州東南部地區每年平均降雨量超過970毫米，該州西北部地區每年降雨量不到710毫米。愛荷華州的降水模式是季節性的，夏季降雨較多。最乾燥的月份是1月或2月，最潮濕的月份是6月，經常有陣雨和雷暴，其中一些會產生冰雹、破壞性大風和或龍捲風。在大致位於該州中部的得梅因，4月至9月的降雨量為882毫米，其中超過三分之二的降雨量來自5月至8月，6月達到峰值。
| 城市     | 一月  | 二月  | 三月  | 四月  | 五月  | 六月  | 七月  | 八月  | 九月  | 十月  | 十一月 | 十二月 |
| -------- | ----- | ----- | ----- | ----- | ----- | ----- | ----- | ----- | ----- | ----- | ------ | ------ |
| 達文波特 | 30/13 | 36/19 | 48/29 | 61/41 | 72/52 | 81/63 | 85/68 | 83/66 | 76/57 | 65/45 | 48/32  | 35/20  |
| 得梅因   | 31/14 | 36/19 | 49/30 | 62/41 | 72/52 | 82/62 | 86/67 | 84/65 | 76/55 | 63/43 | 48/31  | 34/18  |
| 基奧卡克 | 34/17 | 39/21 | 50/30 | 63/42 | 73/52 | 83/62 | 87/67 | 85/65 | 78/56 | 66/44 | 51/33  | 33/21  |
| 梅森城   | 24/6  | 29/12 | 41/23 | 57/35 | 69/46 | 79/57 | 82/61 | 80/58 | 73/49 | 60/37 | 43/25  | 28/11  |
| 蘇城     | 31/10 | 35/15 | 47/26 | 62/37 | 73/49 | 82/59 | 86/63 | 83/63 | 76/51 | 63/38 | 46/25  | 32/13  |

## 行政区划
艾奥瓦州共轄99個县和947个城市，其中有490个城市居民少于500人。

### 重要城市

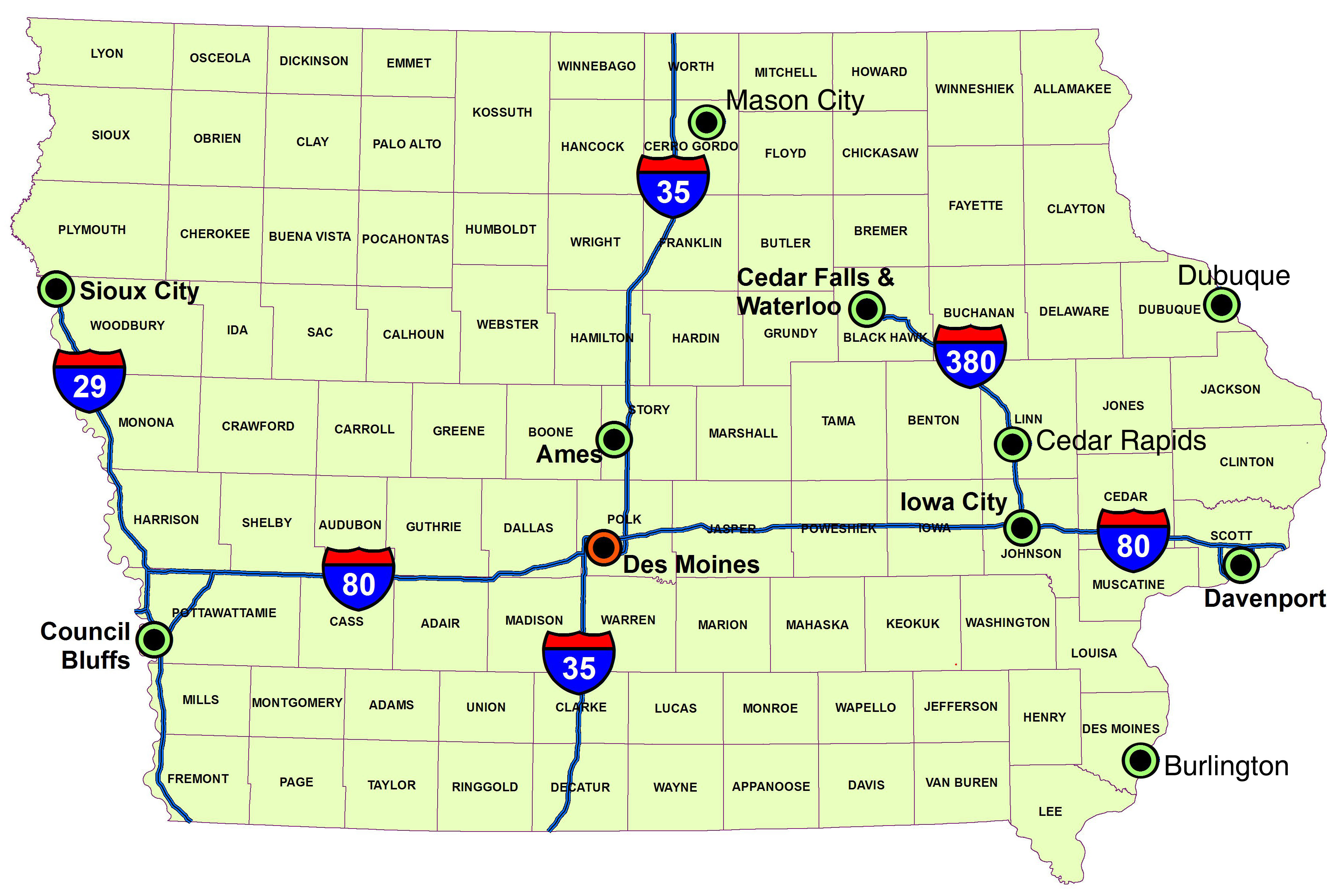
愛荷華州

- 德梅因（Des Moines），艾奥瓦州首府
- 锡达拉皮兹（Cedar Rapids)
- 達文波特（Davenport）
- 蘇城（Sioux City）
- 愛荷華城（Iowa City），是愛荷華大學（The University of Iowa）所在地，原为艾奥瓦州首府
- 滑鐵盧（Waterloo）
- 艾姆斯（Ames），是愛荷華州立大學（Iowa State University）所在地
- 迪比克（Dubuque）

### 都会区

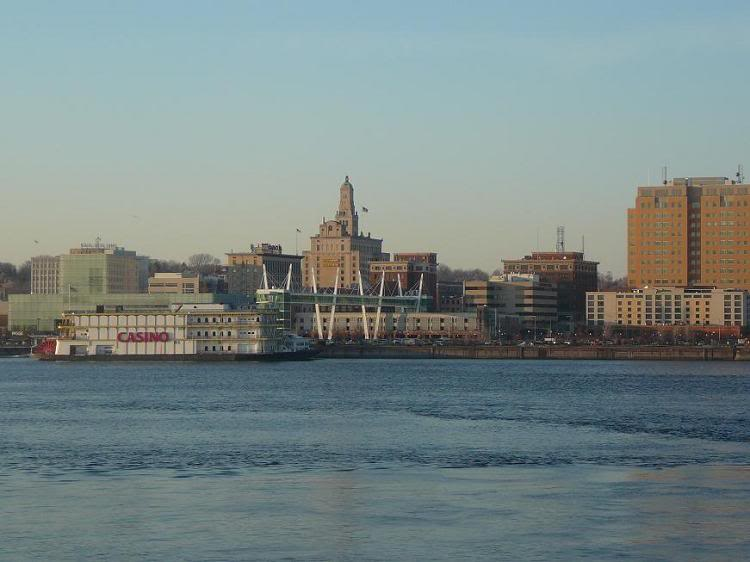
達文波特的天際線

| 排名 | 都会区名稱                           | 人口    |
| ---- | ------------------------------------ | ------- |
| 1    | 得梅因-西得梅因 MSA                  | 655,409 |
| 2    | 锡达拉皮兹 MSA                       | 272,295 |
| 3    | 爱荷华城 MSA                         | 173,401 |
| 4    | 达文波特-莫林-罗克岛 MSA (州内部分)  | 173,283 |
| 5    | 奥马哈-康瑟尔布拉夫斯 MSA (州内部分) | 122,730 |
| 6    | 滑铁卢-锡达福尔斯 MSA                | 169,659 |
| 7    | 苏城 MSA (州内部分)                  | 102,539 |
| 8    | 埃姆斯 MSA (州内部分) MSA            | 98,105  |
| 9    | 迪比克 MSA                           | 96,854  |
| 10   | 梅森城 μSA                           | 50,100  |

## 人口
| 调查年            | 人口      | 备注 | %±     |
| ----------------- | --------- | ---- | ------ |
| 1840              | 43,112    |      | —      |
| 1850              | 192,214   |      | 345.8% |
| 1860              | 674,913   |      | 251.1% |
| 1870              | 1,194,020 |      | 76.9%  |
| 1880              | 1,624,615 |      | 36.1%  |
| 1890              | 1,912,297 |      | 17.7%  |
| 1900              | 2,231,853 |      | 16.7%  |
| 1910              | 2,224,771 |      | −0.3%  |
| 1920              | 2,404,021 |      | 8.1%   |
| 1930              | 2,470,939 |      | 2.8%   |
| 1940              | 2,538,268 |      | 2.7%   |
| 1950              | 2,621,073 |      | 3.3%   |
| 1960              | 2,757,537 |      | 5.2%   |
| 1970              | 2,824,376 |      | 2.4%   |
| 1980              | 2,913,808 |      | 3.2%   |
| 1990              | 2,776,755 |      | −4.7%  |
| 2000              | 2,926,324 |      | 5.4%   |
| 2010              | 3,046,355 |      | 4.1%   |
| 2020              | 3,190,369 |      | 4.7%   |
| Source: 1910–2020 |           |      |        |

2020年4月1日，美國人口普查局確定愛荷華州的人口為3190369人，比2010年美國人口普查增加了4.73％。愛荷華州6.5%的人口年齡在5歲以下，22.6%在18歲以下，14.7%年齡在65歲或以上。男性約占人口的49.6%。人口密度為每平方英里52.7人。在愛荷華州的居民中，70.8%出生在愛荷華州，23.6%出生在其他州，0.6%出生在波多黎各和島嶼地區，5%在外國出生。來自美國以外的移民導致人口淨增加29,386人，而美國境內的移民導致淨損失41,140人。根據2016年美國社區調查，愛荷華州5.6%的人口是西班牙裔或拉丁裔：墨西哥裔（4.3%）、波多黎各裔（0.2%）、古巴裔（0.1%）和其他西班牙裔或拉丁裔血統（1.0%)。五個最大的群體是：德國裔（35.1%）、愛爾蘭裔（13.5%）、英國裔（8.2%）、本土化血統者（5.8%）和挪威裔（5.0%）。
| 種族       | 人口（2019年） | 百分比 |
| ---------- | -------------- | ------ |
| 總數       | 3,155,070      | 100%   |
| 白人       | 2,835,536      | 89.9%  |
| 黑人       | 129,335        | 4.1%   |
| 印第安人   | 11,370         | 0.4%   |
| 亞裔       | 76,134         | 2.4%   |
| 太平洋島民 | 2,029          | 0.1%   |
| 其他       | 31,951         | 1.0%   |
| 混血       | 68,248         | 2.2%   |

| 種族構成   | 1990  | 2000  | 2010  | 2020  |
| ---------- | ----- | ----- | ----- | ----- |
| 白人       | 96.6% | 93.9% | 91.3% | 84.5% |
| 黑人       | 1.7%  | 2.1%  | 2.9%  | 4.1%  |
| 印第安人   | 0.3%  | 0.3%  | 0.4%  | 0.5%  |
| 亞裔       | 0.9%  | 1.3%  | 1.7%  | 2.4%  |
| 太平洋島民 | —     | —     | 0.1%  | 0.2%  |
| 其他       | 0.5%  | 1.3%  | 1.8%  | 2.8%  |
| 混血       | —     | 1.1%  | 1.8%  | 5.6%  |

| 種族     | 2013           | 2014           | 2015           | 2016           | 2017           | 2018           | 2019           |
| -------- | -------------- | -------------- | -------------- | -------------- | -------------- | -------------- | -------------- |
| 白人     | 32,302 (82.6%) | 32,423 (81.7%) | 32,028 (81.1%) | 31,376 (79.6%) | 30,010 (78.1%) | 29,327 (77.6%) | 29,050 (77.2%) |
| 黑人     | 2,232 (5.7%)   | 2,467 (6.2%)   | 2,597 (6.6%)   | 2,467 (6.3%)   | 2,657 (6.9%)   | 2,615 (6.9%)   | 2,827 (7.5%)   |
| 亞裔     | 1,353 (3.5%)   | 1,408 (3.5%)   | 1,364 (3.4%)   | 1,270 (3.2%)   | 1,321 (3.4%)   | 1,176 (3.1%)   | 1,106 (2.9%)   |
| 印第安人 | 269 (0.7%)     | 284 (0.7%)     | 242 (0.6%)     | 147 (0.4%)     | 311 (0.8%)     | 152 (0.4%)     | 308 (0.8%)     |
| 拉美裔   | 3,175 (8.1%)   | 3,315 (8.3%)   | 3,418 (8.6%)   | 3,473 (8.8%)   | 3,527 (9.2%)   | 3,694 (9.8%)   | 3,695 (9.8%)   |
| 愛荷華州 | 39,094 (100%)  | 39,687 (100%)  | 39,482 (100%)  | 39,403 (100%)  | 38,430 (100%)  | 37,785 (100%)  | 37,649 (100%)  |

## 經濟

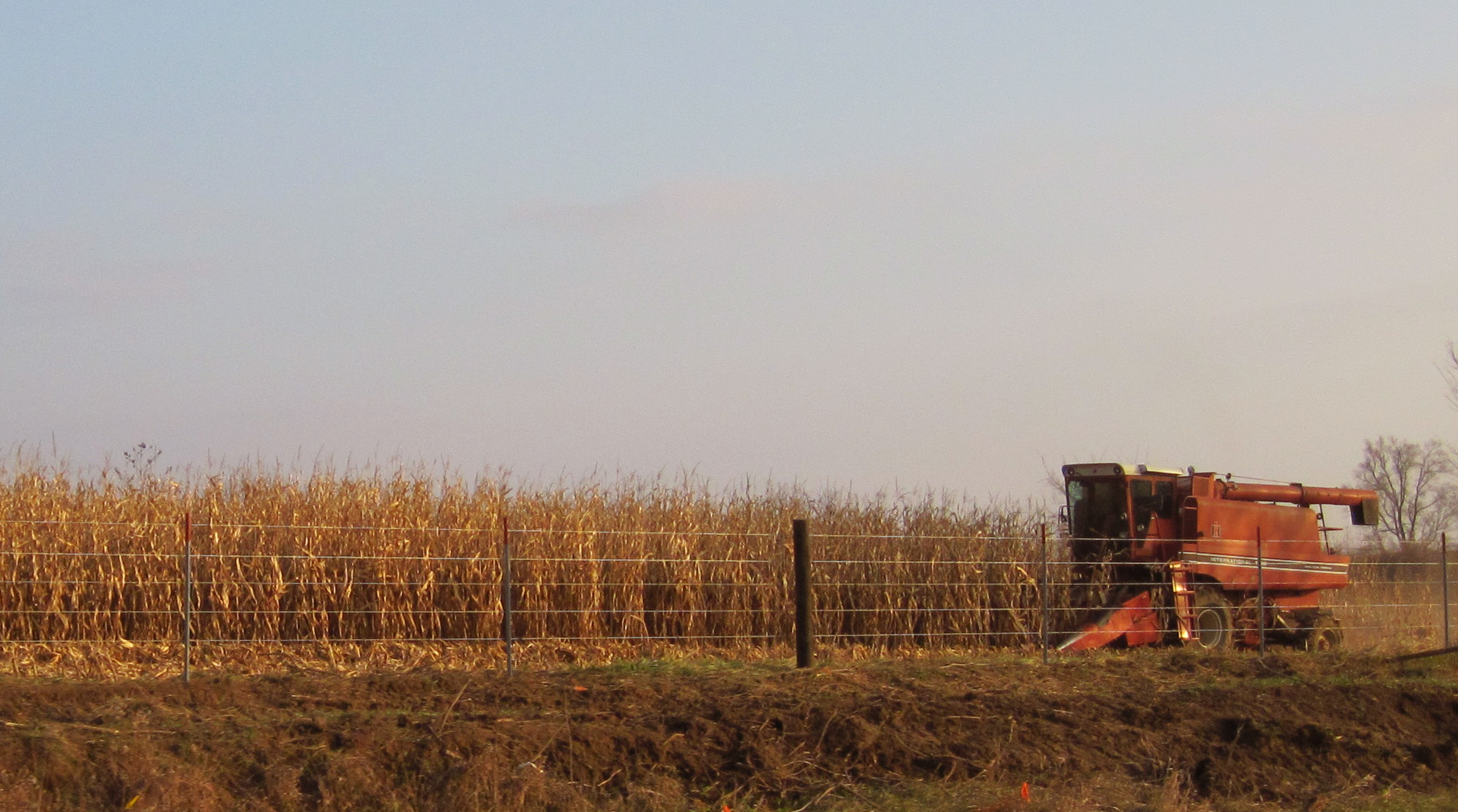
收割中的瓊斯縣玉米田

2016年，愛荷華州全州總就業人口1354487人，用人單位總數81563個。CNBC 的“2010 年最佳商業州”名單將愛荷華州列為全美第六大州。在10個單獨的類別中，愛荷華州在“經商成本”方面排名第一；這包括所有稅收、公用事業成本和其他與開展業務相關的成本。愛荷華州的“經濟”排名第 10，“商業友好度”排名第 12，“教育”排名第 16，“生活成本”和“生活質量”排名第 17，“勞動力”排名第 20，“技術與創新”排名第29 ，“交通”排第32位，最低位為“資本進入”排第36位。
雖然愛荷華州通常被視為農業州，但農業在該州多元化經濟中所占的比重相對較小，製造業、生物技術、金融和保險服務以及政府服務對愛荷華州的經濟做出了重大貢獻。這種經濟多樣性幫助愛荷華州比大多數州更好地度過了2000年代後期的衰退，失業率大大低於全國其他地區。如果以國內生產總值衡量經濟，2005年愛荷華州的GDP約為1240億美元。如果按國家生產總值計算，2005年為1135億美元。2006年人均收入為23,340美元。2009年7月2日，標準普爾將愛荷華州的信用評級為AAA。截至2021年9月，該州的失業率為4.0%。
製造業是愛荷華州經濟的最大部門，主要製造業包括食品加工、重型機械和農業化學品。愛荷華州16%的勞動力致力於製造業。食品加工是製造業的最大組成部分。除加工食品外，工業產品還包括機械、電氣設備、化工產品、出版和初級金屬。可再生能源已成為愛荷華州北部和西部的主要經濟力量，風力渦輪機發電量自1990年以來呈指數級增長。2019年，愛荷華州風電占發電量的42%，發電量達10,201兆瓦。愛荷華州在美國各州的風能總發電量中排名第一，在風力發電能力方面僅次於德克薩斯州。
工業規模的商品農業在愛荷華州的大部分地區占主導地位，有機農業部門也在迅速增長，愛荷華州的有機農場總數在全美排名第五。2016年，全州有機農場約732個，比上年增長約5%；有機畝103136畝，比上年增加9429畝。愛荷華州對當地可持續種植的食物的需求也有所增加。愛荷華州東北部在發展其區域食品系統方面處於領先地位，並且比愛荷華州任何其他地區種植和消費的本地食品都多。截至2007年，常規農產品的直接生產和銷售僅占愛荷華州生產總值的3.5%左右。2002年，農業對愛荷華州經濟的間接影響，包括農業附屬企業，計算出的附加值分別為16.4%和總產出的24.3%。這低於非農製造業對經濟的影響，後者占總增加值的22.4% 和總產值的26.5%。愛荷華州的主要傳統農產品是豬、玉米、大豆、燕麥、牛、雞蛋和乳製品。愛荷華州是美國最大的玉米生產州和大豆主產區，2008年愛荷華州的92,600個農場生產了全國19%的玉米、17%的大豆、30%的生豬和14%的雞蛋。乙醇生產消耗了愛荷華州約三分之一的玉米產量，可再生燃料占該州國內生產總值的8%。2009年共有39家乙醇工廠生產了31億美國加侖（12,000,000立方米）燃料。

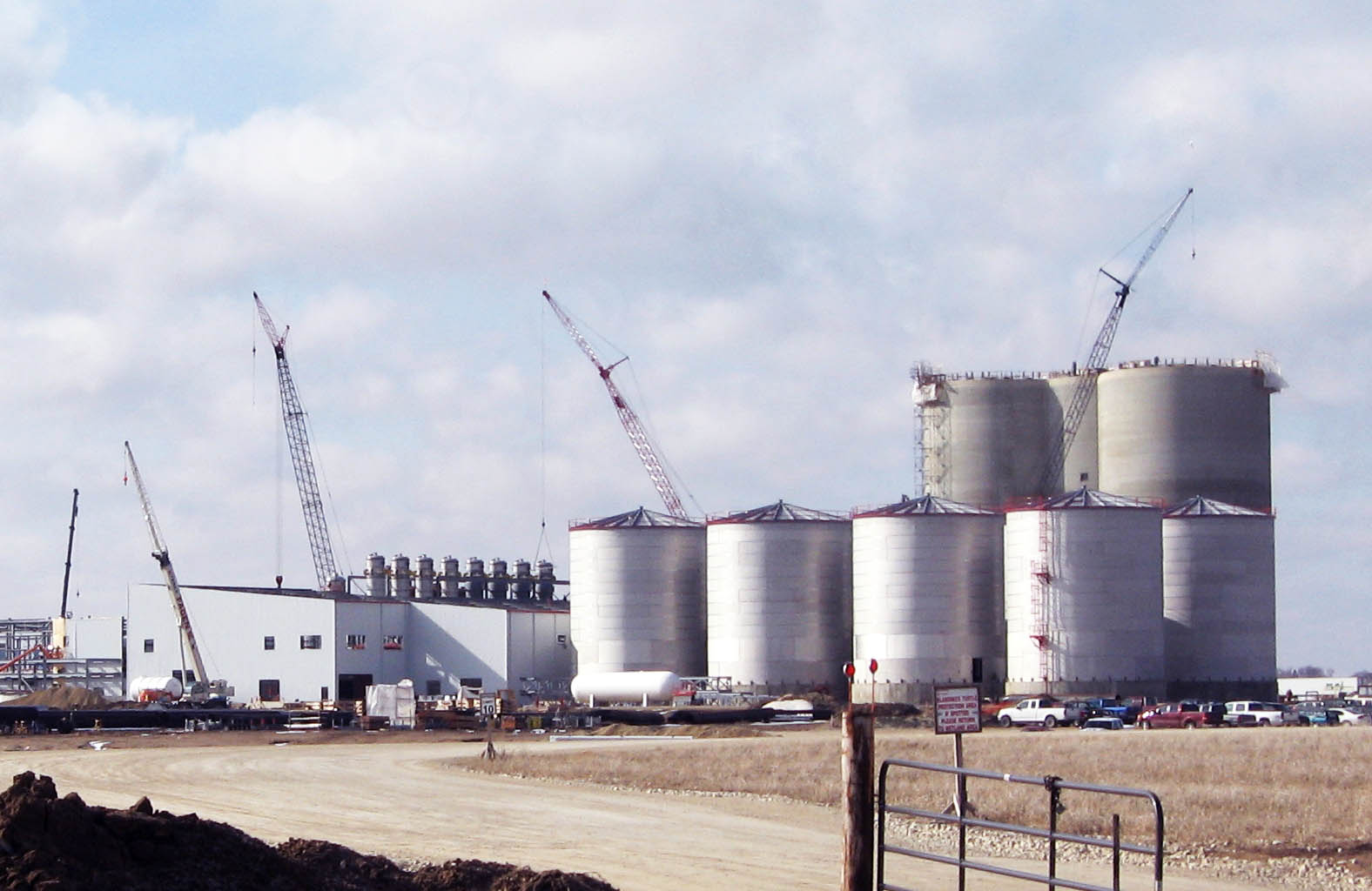
位在巴特勒縣，正在興建中的乙醇工廠

## 教育
愛荷華州是高中運動的主要州之一，並且今天仍然是教育表現最好的州之一。2017年高中生的四年畢業率為91.3%。愛荷華州有333個學區共1,329座校舍，學生與教師的比例為1:14.2。交通支出是農村學區預算的重要組成部分，因為許多學區地域遼闊，必須遠距離運送學生。該州最古老的學校建築位於貝爾維尤歷史悠久的傑克遜縣法院大樓，自1848年以來一直作為學校使用。2003年，愛荷華州的SAT考試平均成績為全美第二高分，並在超過20%的畢業生參加測試的SAT平均成績亦為全美第二高分。ACT試務中心位於愛荷華城，ITBS與ITED試務系統由愛荷華大學建構。愛荷華有愛荷華大學、愛荷華州立大學、北愛荷華大學3所州立大學，62所公立和私立大学和28所社區大學。
詳見愛荷華州學院和大學列表

## 政治
| 年   | 民主黨        | 共和黨        |
| ---- | ------------- | ------------- |
| 1976 | 48.5% 619,931 | 49.5% 632,863 |
| 1980 | 38.6% 508,672 | 51.3% 676,026 |
| 1984 | 45.9% 605,620 | 53.3% 703,088 |
| 1988 | 54.7% 670,557 | 44.5% 545,355 |
| 1992 | 43.3% 586,353 | 37.3% 504,891 |
| 1996 | 50.3% 620,258 | 39.9% 492,644 |
| 2000 | 48.5% 638,517 | 48.2% 634,373 |
| 2004 | 49.2% 741,898 | 49.9% 751,957 |
| 2008 | 53.9% 828,940 | 44.4% 682,379 |
| 2012 | 51.9% 822,544 | 46.2% 730,617 |
| 2016 | 41.8% 653,669 | 51.2% 800,983 |
| 2020 | 44.9% 759,061 | 53.1% 897,672 |

愛荷華州每逢4年一度的美國總統大選期間，一定會成為全國各地矚目的焦點。美國總統大選通常在該年的1月份開始進行初選的投票，初選的類型可分為「黨團會議（caucus）」和「初選（primary）」兩種。最早舉行黨團會議的州就是愛荷華州，而最早舉行初選的州則是新罕布什尔州。新罕布什尔州的初選投票會比愛荷華州的黨團會議投票還要晚一個禮拜的時間。由於領先全國其他州開出初選結果，所以讓這兩州的初選投票有「美國總統大選前哨戰」之稱。

## 文化
愛荷華州60%的人信奉新教，18%信奉天主教，1%信奉伊斯蘭教。最大的新教教派是聯合衛理公會 (United Methodist Church)，擁有235,190名信徒，而美國的福音路德教會（Evangelical Lutheran Church）擁有229,557名信徒。最大的非新教宗教是天主教，有503,080名信徒。英語是愛荷華州最常用的語言，是91.1%人口使用的唯一語言，西班牙語是愛荷華州僅次於英語的第二大常用語言，愛荷華州有120,000人是西班牙裔或拉丁裔，47,000人出生在拉丁美洲。第三大常用語言是德語，在全州有17,000人使用。
| 愛荷華州宗教（2014年） | 愛荷華州宗教（2014年） | 愛荷華州宗教（2014年） | 愛荷華州宗教（2014年） | 愛荷華州宗教（2014年） |
| ---------------------- | ---------------------- | ---------------------- | ---------------------- | ---------------------- |
| 宗教                   | 宗教                   |                        | 占比                   | 占比                   |
| 新教                   | 新教                   |                        | 60%                    | 60%                    |
| 無宗教                 | 無宗教                 |                        | 21%                    | 21%                    |
| 天主教                 | 天主教                 |                        | 18%                    | 18%                    |
| 穆斯林                 | 穆斯林                 |                        | 1%                     | 1%                     |
| 未回答                 | 未回答                 |                        | 1%                     | 1%                     |

### 棒球
- 小聯盟
  - 愛荷華小熊（Iowa Cubs，3A級太平洋岸聯盟，母隊：芝加哥小熊）
  - 布靈頓蜜蜂（Burlington Bees，1A級中西部聯盟，母隊：堪薩斯市皇家）
  - 洋杉激流市麥粒（Cedar Rapids Kernals，1A級中西部聯盟，母隊：洛杉磯安那罕天使）
  - 四聯市搖擺（Swing of Quad Cities，1A級中西部聯盟，母隊：聖路易紅雀）
  - 柯林頓伐木王（Clinton Lumber Kings，1A級中西部聯盟，母隊：德州遊騎兵）

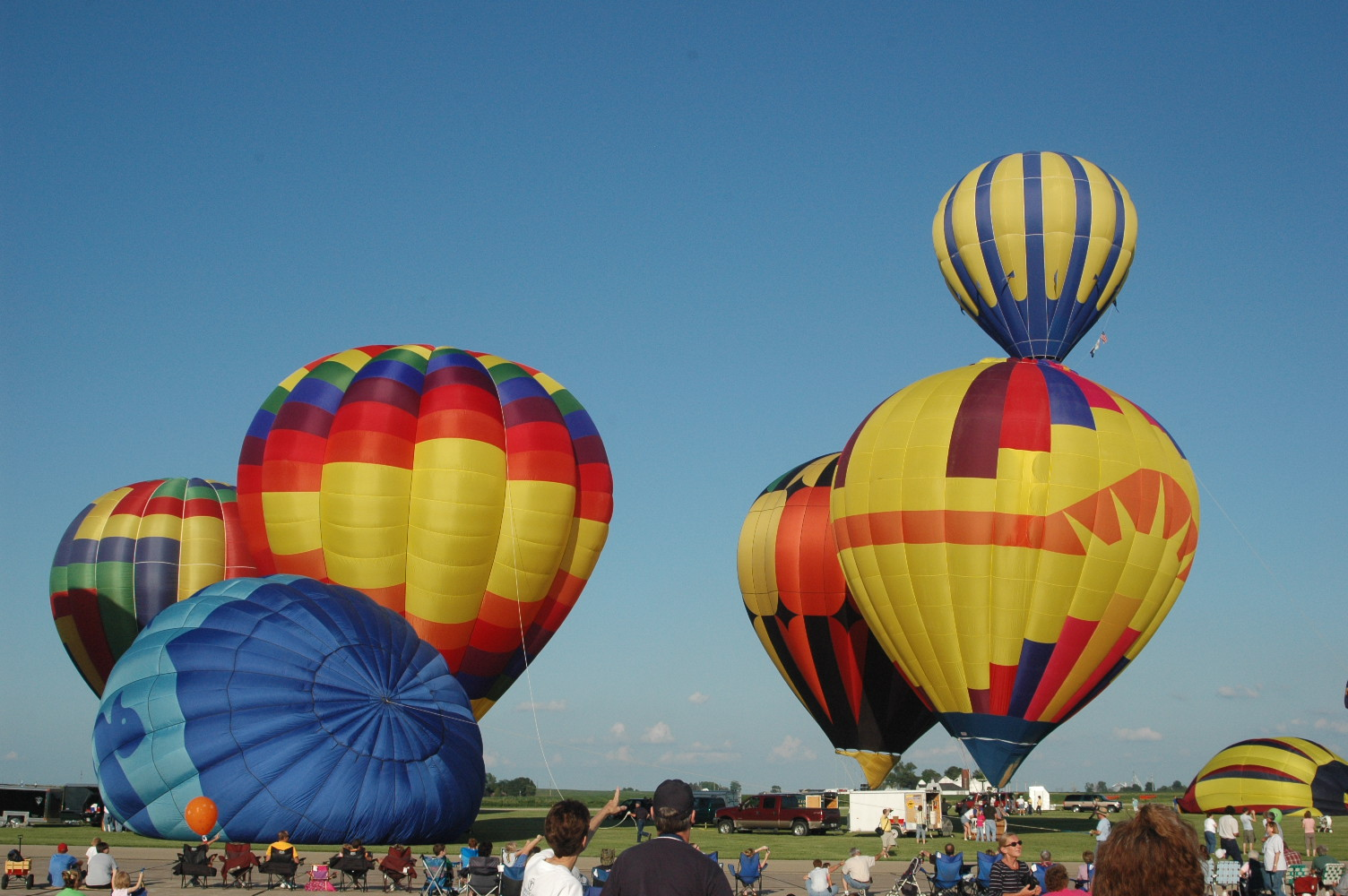
夏季時於克林頓縣（Clinton County）舉辦的熱氣球比賽

## 交通

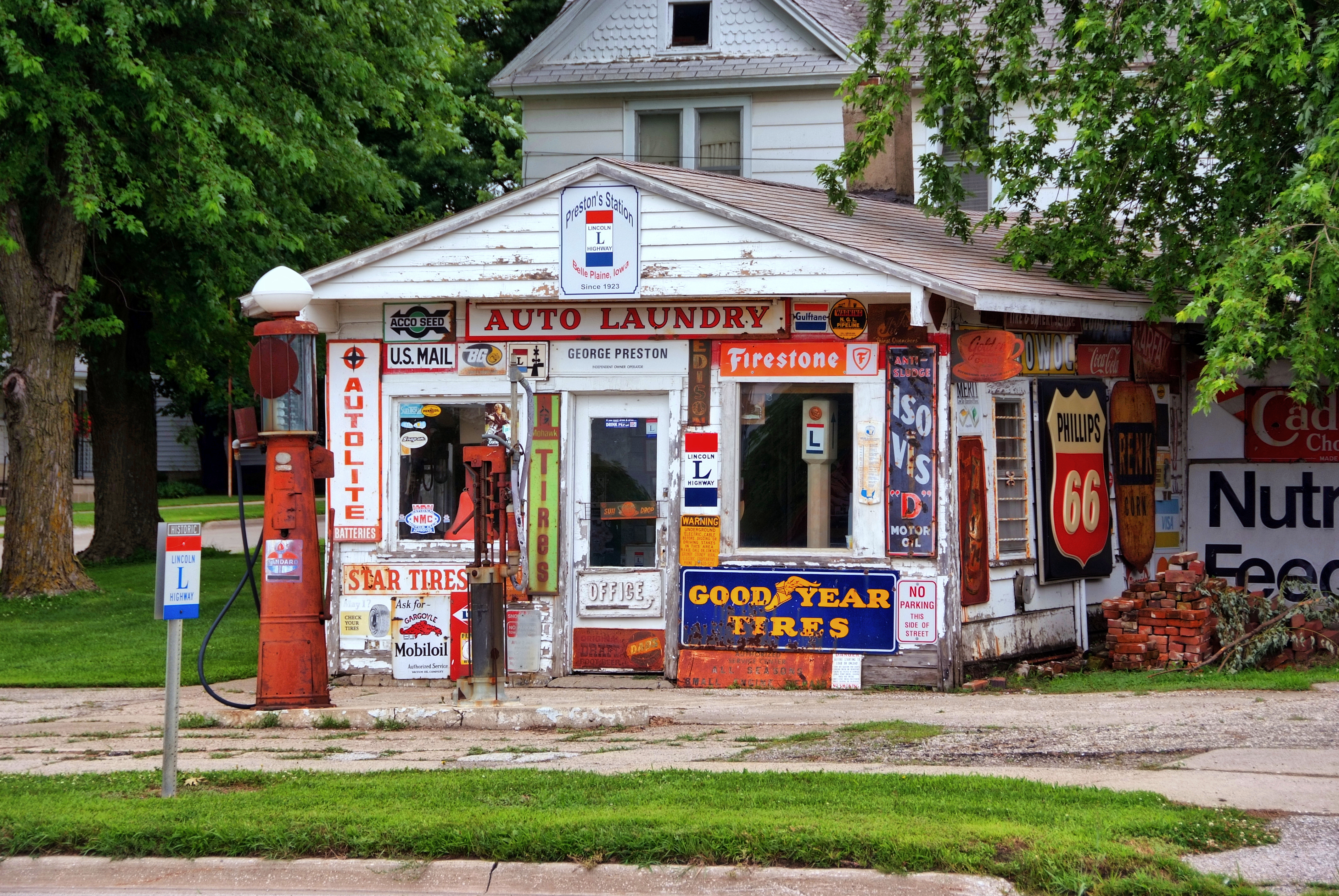
位於貝爾普萊恩（Belle Plaine）、美国30號州际公路旁的普萊斯頓服務站（Preston's Service Station）設立於1923年，目前已經改裝成林肯公路（Lincoln Highway）的紀念博物館

### 機場
- 得梅因国际机场
- 东爱荷华机场（英语：The Eastern Iowa Airport）

### 高速公路
- 29號州際公路 I-29
- 35號州際公路 I-35
- 80號州際公路 I-80

## 友好行政區
艾奥瓦州与下列行政区有友好合作关系：
- 日本山梨縣（1960年）
- 墨西哥尤卡坦州（1965年）
- 中华人民共和国河北省（1983年）
- 中華民國臺灣（1989年）
- 乌克兰切爾卡瑟州（1996年）
- 義大利威尼托大區（1997年）
- 科索沃（2013年）